# Кудрино (Тамбовская область)
Кудрино — упразднённая деревня в Кирсановском районе Тамбовской области России. Входит в состав Соколовского сельсовета.

## География
Деревня находится в восточной части Тамбовской области, в лесостепной зоне, в пределах Окско-Донской равнины, к востоку от реки Малый Ломовис, на расстоянии примерно 32 километров (по прямой) к северо-западу от города Кирсанова, административного центра района.
Климат
Климат характеризуется как умеренно континентальный с недостаточным и неустойчивым увлажнением. Среднегодовое количество осадков составляет 470—510 мм. Средняя температура января составляет −11,3 °С, июля — +20,4 °С.

## История
По данным 1926 года имелось 101 хозяйство и проживал 501 человек (224 мужчины и 277 женщин). В административном отношении деревня входила в состав Соколовской волости Кирсановского уезда Тамбовской губернии.

## Население
| 2010 |
| ---- |
| 0    |